# Platylobium alternifolium
Platylobium alternifolium är en ärtväxtart som beskrevs av Ferdinand von Mueller. Platylobium alternifolium ingår i släktet Platylobium och familjen ärtväxter. Inga underarter finns listade i Catalogue of Life.